# Шаханов, Басият Абаевич
Басият (Басьят) Абаевич Шаханов (Борис Александрович Шаханов) (карач.-балк. Шаханланы Абайны джашы Басият) (17 января 1879 — март 1919) — офицер-артиллерист, адвокат, публицист, общественный и политический деятель, просветитель, один из видных представителей общественной мысли Северного Кавказа, родом из аула Мухол Верхней Балкарии.

## Биография
Басият Шаханов родился во Владикавказе в семье врача. Его отец — Абай Шаулухович (Шалукаевич) Шаханов был в числе первых выходцев из Северного Кавказа, получивших высшее медицинское образование. После окончания Константиновского артиллерийского училища Басият Шаханов определяется юнкером и переводится в Михайловское артиллерийское училище.
По окончании училища в июле 1898 года Б. А. Шаханову присваивается звание подпоручика «со старшинством», его назначают в 4-ю батарею 21-й артиллерийской бригады в слободе Воздвиженская Грозненского округа.
В это же время начинается его активная публицистическая деятельность. В бакинском «Каспие» и владикавказском «Казбеке» публикуется его цикл художественных очерков («Этюды из туземной жизни», «Терские письма», «Терские дела»). В своих статьях он защищает честь и достоинство горцев от нападок черносотенной печати. Он пишет о насущных проблемах горцев: нищете и безземелии, бесправии перед произволом властей, коррупции и целом ряде других. Им подвергается резкой критике политика властей, которая провоцирует сопротивление горцев.
Туда, где требуются самые обычные меры подъёма благосостояния, устранения социальных неурядиц, идут с твёрдо выраженным и засевшим колом в голове — предрассудком, приходят с репрессиями…
В 1903 году, отслужив 6 лет в артбригаде, Шаханов поступил в военно-юридическую академию. Учился он отлично, что позволило ему получить чин капитана и выбрать место службы. Благодаря последнему обстоятельству он смог вернуться на Кавказ. После её окончания он был направлен в Тифлис помощником прокурора. Однако начальство было недовольно его работой: по большинству его дел солдаты, уличённые в революционной деятельности, были оправданы. Через месяц Шаханов подал в отставку со своей должности.
Официально числился православным. В 1909 году принял ислам и восстановил отчество Абаевич. Шаханов возглавлял мусульманскую делегацию на похоронах Коста Хетагурова. Есть версия, что некролог о Коста Хетагурове, опубликованный в газете «Санкт-Петербургские ведомости» 28 марта 1906 года и подписанный «Ом», принадлежит перу Шаханова.
Высочайшим приказом от 4 июля 1908 года Шаханов был произведён в подполковники и уволен от службы «за болезнью» с пенсией, после чего начал работать в адвокатуре. Шесть лет работал помощником присяжного поверенного. Затем стал присяжным поверенным Владикавказского окружного суда. В 1910—1916 годах — юрисконсульт Большой и Малой Кабарды и пяти горских обществ Балкарии.
Шаханов активно защищал интересы простых людей и его имя быстро стало популярным. Например, он добился оправдания организаторов и участников Черекского восстания 1913 года. Когда власти и помещики попытались оспорить права горцев на землю, он развернул активную деятельность по защите прав угнетённых.

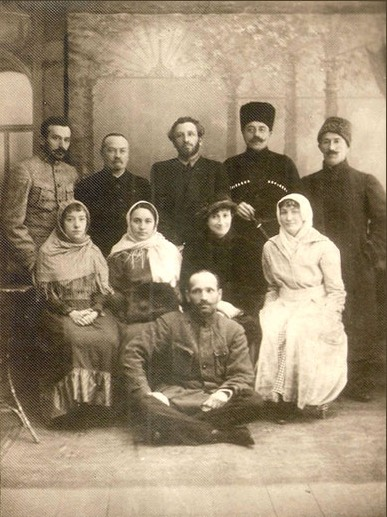
Б. Шаханов с товарищами. Слева на право: Тахо-Годи, Б. Шаханов, Дж. Коркмасов, А.-Г. Даидбеков и М. Дахадаев

Шаханов вёл активную просветительскую деятельность. Он часто обращался к горской интеллигенции с призывами объединить усилия в деле просвещения широких масс. Сразу после Февральской революции Шаханов вошёл в состав Временного ЦК объединённых горцев. По его мысли, этот орган должен объединить национальные общественные силы и возглавить движение за социальный, политический, экономический и культурный прогресс. Сподвижниками Шаханова в руководстве ЦК были Пшемахо Коцев, Рашид-хан Капланов, Магомед Джабагиев и другие известные политические и общественные деятели того времени. Финансировал Временный комитет чеченский нефтепромышленник Тапа Чермоев.

## Семья
- Дед — Шалух Абаев
- Отец — Абай Шаханов
- Мать (?) — Елизавета Матвеева, дочь военного коменданта города Кизляра; окончила Высшие женские курсы;
- Тесть — Ислам (Дадаш) Балкаруков (? — 1934), балкарский таубий.
- Жена — Джан Балкарукова (? — июнь 1953)[7]
  - Сын — Шаханов Тимур Борисович (Басиятович) (1917—2000)